# Robert Jarjis
Robert Saeed Jarjis (ur. 23 października 1973 w Bagdadzie) – iracki duchowny chaldejski, biskup eparchii Mar Addai w Toronto od 2021. 

## Życiorys
Urodził się 23 października 1973 w Bagdadzie. Studiował weterynarię na Uniwersytecie Bagdadzkim. Formacje seminaryjną rozpoczął w Patriarchalnym Seminarium w Bagdadzie, następnie studiował na Papieskim Uniwersytecie Urbaniana.
Święcenia kapłańskie otrzymał 27 kwietnia 2008 z rąk papieża Benedykta XVI. Pracował głównie jako duszpasterz parafialny, był też współpracownikiem irackiej nuncjatury.
22 grudnia 2018 papież Franciszek zatwierdził jego wybór przez Synod Biskupów Kościoła Chaldejskiego na biskupa pomocniczego Bagdadu, nadając mu stolicę tytularną Arsamosata. Sakry biskupiej udzielił mu 18 stycznia 2019 patriarcha Louis Raphaël I Sako.
11 września 2021 papież Franciszek mianował go ordynariuszem eparchii Mar Addai w Toronto.